# Thank You for Your Service (film 2017)
Thank You for Your Service è un film del 2017 scritto e diretto da Jason Hall con protagonisti Miles Teller, Haley Bennett e Amy Schumer che tratta del disturbo post traumatico da stress che colpisce i militari al rientro nella vita civile.
Il film, che segna il debutto alla regia per Hall, è l'adattamento cinematografico dell'omonimo libro biografico del giornalista del Washington Post David Finkel pubblicato nel 2013 e finalista del National Book Critics Circle Award.

## Produzione
Il 12 marzo 2013 la DreamWorks annuncia di aver acquistato i diritti del libro Thank You for Your Service di David Finkel e Steven Spielberg viene legato al progetto come regista; nel giugno dello stesso anno viene annunciato che Jason Hall adatterà la storia del libro per il grande schermo e l'attore Daniel Day-Lewis viene scelto come protagonista.
Il 30 giugno 2015 The Hollywood Reporter annuncia che il film sarà diretto da Jason Hall, al suo debutto da regista, basandosi sulla sua sceneggiatura. Successivamente anche l'attore protagonista cambierà.
Il budget del film è stato di 20 milioni di dollari.

### Riprese
Le riprese del film sono iniziate il 9 febbraio 2016 ad Atlanta.

## Promozione
Il primo trailer del film viene diffuso il 20 giugno 2017.

## Distribuzione
La pellicola è stata distribuita nelle sale cinematografiche statunitensi a partire dal 27 ottobre 2017.

## Accoglienza

### Critica
Sul sito Rotten Tomatoes il film ottiene il 78% delle recensioni professionali positive, con un voto medio di 6,6 su 10.

### Incassi
Nel primo week-end di programmazione negli Stati Uniti, il film si posiziona al sesto posto con un incasso di 3,7 milioni di dollari.

## Riconoscimenti
- 2017 - Heartland Film Festival
  - Miglior film